# 시민로 (아산시)
시민로(Simin-ro)는 충청남도 아산시 신인동에서 권곡동 청소년교육문화센터앞 사이를 잇는 도로이다.

## 경유지
- 신인동입구 - 온양교통 - 신인2통(전의실) - 용화동사거리 - 온양농협용화지점 - 그린빌라트 - 관광호텔사거리 - 시민로사거리 - 아산시 - 시청사거리 - 청소년교육문화센터앞